# كبد الأسد (نجم)
كبد الأسد أو قلب كارلس (بالإنجليزية: Cor Caroli) أو ألفا السلوقيان (Alpha Canum Venaticorum أو α Canum Venaticorum) هو ألمع مصدر ضوئي في كوكبة السلوقيان الشمالية. يستخدم الاتحاد الفلكي الدولي اسم Cor Caroli خصيصًا لألمع نجم في النظام الثنائي.